# Zofia Morecka
Zofia Morecka (ur. 20 września 1919 w Warszawie, zm. 27 kwietnia 2016 tamże) – polska ekonomistka, profesor nauk ekonomicznych, profesor zwyczajny Uniwersytetu Warszawskiego i Instytutu Pracy i Spraw Socjalnych, dziekan Wydziału Ekonomii Politycznej UW (1963–1966), prorektor Uniwersytetu Warszawskiego (1972–1975), specjalistka w zakresie ekonomii politycznej oraz polityki płac i zatrudnienia, po 1990 zajmująca się zagadnieniem kapitału społecznego.

## Życiorys
Urodziła się w rodzinie Jana (zm. 1958) i Józefy (zm. 1970) Gajewskich. W 1938 zdała egzamin maturalny i podjęła studia na Politechnice Warszawskiej.
W czasie II wojny światowej pracowała fizycznie.
W 1945 podjęła studia ekonomiczne w Szkole Głównej Handlowej w Warszawie, które ukończyła w 1949. W latach 1949–1953 odbyła studia aspiranckie w Państwowym Instytucie Ekonomicznym w Moskwie i w 1953 obroniła tam pracę kandydacką. Od 1954 pracowała na Uniwersytecie Warszawskim, początkowo jako docent, w 1964 otrzymała tytuł profesora nadzwyczajnego, w latach 1962–1963 była prodziekanem, w latach 1963–1966 dziekanem Wydziału Ekonomii Politycznej UW, w latach 1967–1969 była kierownikiem Katedry Ekonomii Politycznej, w latach 1969–1981 kierownikiem Zakładu Ekonomii Politycznej Socjalizmu. W latach 1972–1975 była prorektorem Uniwersytetu Warszawskiego. W 1974 otrzymała tytuł profesora zwyczajnego. Równocześnie od 1953 do 1963 pracowała w Instytucie Kształcenia Kadr Naukowych, przekształconym w 1954 w Instytut Nauk Społecznych przy KC PZPR, w 1957 w Wyższą Szkołę Nauk Społecznych przy KC PZPR, w latach 1958–1963 była tam prodziekanem Wydziału Ekonomii.
Po przejściu na emeryturę na Uniwersytecie Warszawskim związała się z Instytutem Pracy i Spraw Socjalnych.
Pod jej kierunkiem stopień naukowy doktora uzyskała m.in. Stanisława Golinowska (1978) oraz Urszula Sztandar-Sztanderska (1987).

## Członkostwo w organizacjach naukowych i politycznych

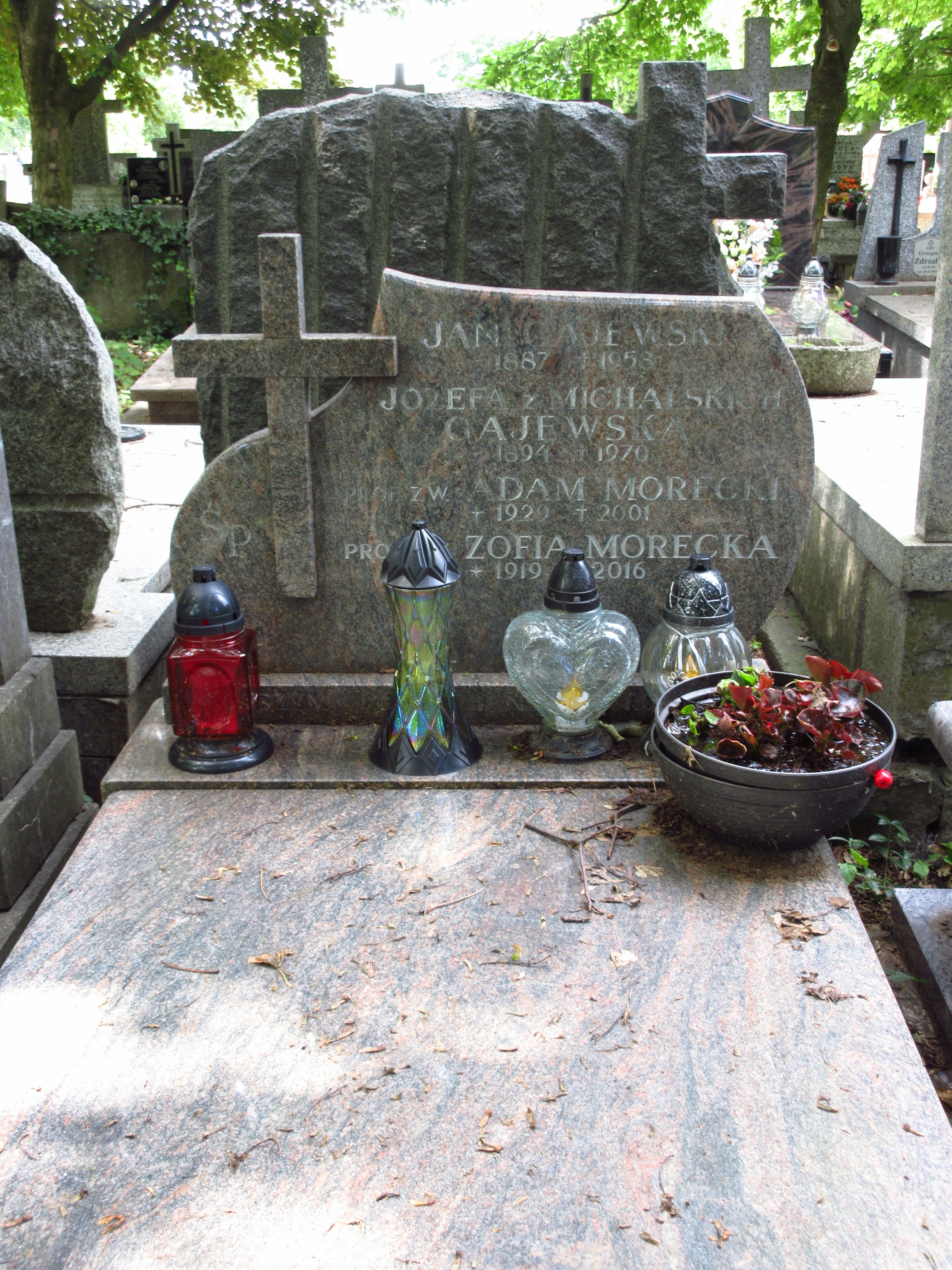
Grób profesor Zofii Moreckiej na cmentarzu Bródnowskim w Warszawie

Była członkiem Komitetu Nauk Ekonomicznych PAN, Komitetu Nauk o Pracy i Polityce Społecznej PAN. W latach 1945–1948 była członkinią Polskiej Partii Robotniczej, w latach 1948–1990 Polskiej Zjednoczonej Partii Robotniczej. Należała do władz Polskiego Towarzystwa Ekonomicznego, w latach 1973–1977 członkiem Rady Naczelnej, w latach 1977–1981 członkiem Zarządu Głównego, w 1981 wiceprezesem PTE. W styczniu 1976 została powołana na stanowisko członka Państwowej Komisji Wyborczej. W 1980 została członkiem powołanej przez rząd PRL Komisji ds. Reformy Gospodarczej.
Zmarła w wieku 96 lat. 5 maja 2016 została pochowana na cmentarzu Bródnowskim w Warszawie (kwatera 52F-3-6).

## Ordery i odznaczenia
- Order Sztandaru Pracy I klasy[1]
- Krzyż Komandorski Orderu Odrodzenia Polski
- Krzyż Oficerski Orderu Odrodzenia Polski
- Krzyż Kawalerski Orderu Odrodzenia Polski
- Medal 30-lecia Polski Ludowej
- Medal 10-lecia Polski Ludowej (24 stycznia 1955)[14]
- Medal Komisji Edukacji Narodowej
- Medal im. Wacława Szuberta (2001)[15]